# Otomasicera patella
Otomasicera patella är en tvåvingeart som beskrevs av Townsend 1912. Otomasicera patella ingår i släktet Otomasicera och familjen parasitflugor. Inga underarter finns listade i Catalogue of Life.